# زبان دیوهی
زبان دیوهی (به انگلیسی: Dhivehi language) (به دیوهی: ދިވެހި) یا زبان مالدیوی زبانی هندوآریایی است. دیوهی ۳۴۰٬۰۰۰ گویشور دارد و زبان رسمی کشور مالدیو به‌شمار می‌رود. بیشتر سخنگویان این زبان در کشور مالدیو زندگی می‌کنند. سامانه نوشتاری این زبان تهانا نام دارد و از راست به چپ نوشته می‌شود.

## واژگان

### وام‌واژه‌ها
پس از ورود اسلام به جنوب آسیا دو زبان فارسی و عربی تاثیر بسیاری بر دیوهی گذاشتند؛ واژه‌های بسیاری از این دو زبان به‌ویژه واژگان اسلامی وام گرفته شد. واژگان علمی بیشتر از زبان انگلیسی وام گرفته شده‌اند. دیوهی همچنین از زبان‌های هندی، فرانسوی و پرتغالی واژه وام گرفته است. چند نمونه:
- namādu – نماز (از فارسی)
- rōda – روزه (از فارسی)
- mēzu – میز (از فارسی)
- bahāru – بهار (از فارسی)
- kāfaru – کافر (از عربی)
- gamīs – پیراهن (قمیص از عربی)